# Почти магия
„Почти магия“ (на английски: Half Magic) е американски комедиен филм от 2018 г. на режисьора Хедър Греъм, която е също сценарист и изпълнител на главната роля. Във филма още участват Анджела Кинси, Стефани Беатрис, Томас Ленън, Люк Арнолд, Джейсън Люис, Алекс Бех, Челси Марк, Майкъл Аронов, Моли Шанън, Рия Пърлман и Крис Д'Елия.

## Актьорски състав
| Актьор          | Роля      |
| --------------- | --------- |
| Хедър Греъм     | Хъни      |
| Анджела Кинси   | Ева       |
| Стефани Беатрис | Кенди     |
| Томас Ленън     | Дарън     |
| Люк Арнолд      | Фрийдъм   |
| Джейсън Люис    | Марк      |
| Алекс Бех       | Даниел    |
| Челси Марк      | Чандра    |
| Майкъл Аронов   | Джон      |
| Моли Шанън      | Валеска   |
| Рия Пърлман     | Линда     |
| Крис Д'Елия     | Питър     |
| Джони Кноксвил  | Отец Гари |

## Продукция
На 4 юни 2015 г., Анджела Кинси, Крис Д'Елия, Джейсън Люис и Моли Шанън се присъединиха към актьорския състав на филма. Снимачния процес започна на 4 юни 2015 г.

## Пускане
Филмът е пуснат по кината и видео по поръчка на 23 февруари 2018 г. от Momentum Pictures.

## В България
През 2019 г. е излъчен по каналите на bTV Media Group, записан с български дублаж в студио Медиа Линк. Екипът се състои от:
| Озвучаващи артисти  | Ася Рачева Ева Демирева Татяна Етимова Димитър Ангелов Иван Велчев |
| Преводач            | Невена Генчева                                                     |
| Тонрежисьор         | Стамен Янев                                                        |
| Режисьор на дублажа | Дора Ангелова                                                      |